# Rhamphomyia scaura
Rhamphomyia scaura är en tvåvingeart som beskrevs av Bartak 2002. Rhamphomyia scaura ingår i släktet Rhamphomyia och familjen dansflugor.
Artens utbredningsområde är Québec. Inga underarter finns listade i Catalogue of Life.